# Малахув (Сілезьке воєводство)
Малахув (пол. Małachów) — село в Польщі, у гміні Щекоцини Заверцянського повіту Сілезького воєводства.
У 1975-1998 роках село належало до Ченстоховського воєводства.